# Ка Фузер (Венеција)
Ка Фузер (итал. Ca' Fuser) је насеље у Италији у округу Венеција, региону Венето.
Према процени из 2011. у насељу је живело 203 становника. Насеље се налази на надморској висини од 0 м.